# Haeckelia rubra
Haeckelia rubra är en kammanetart som först beskrevs av Gegenbaur, Kölliker, Mueller 1853.  Haeckelia rubra ingår i släktet Haeckelia och familjen Haeckeliidae. Inga underarter finns listade i Catalogue of Life.

## Bildgalleri

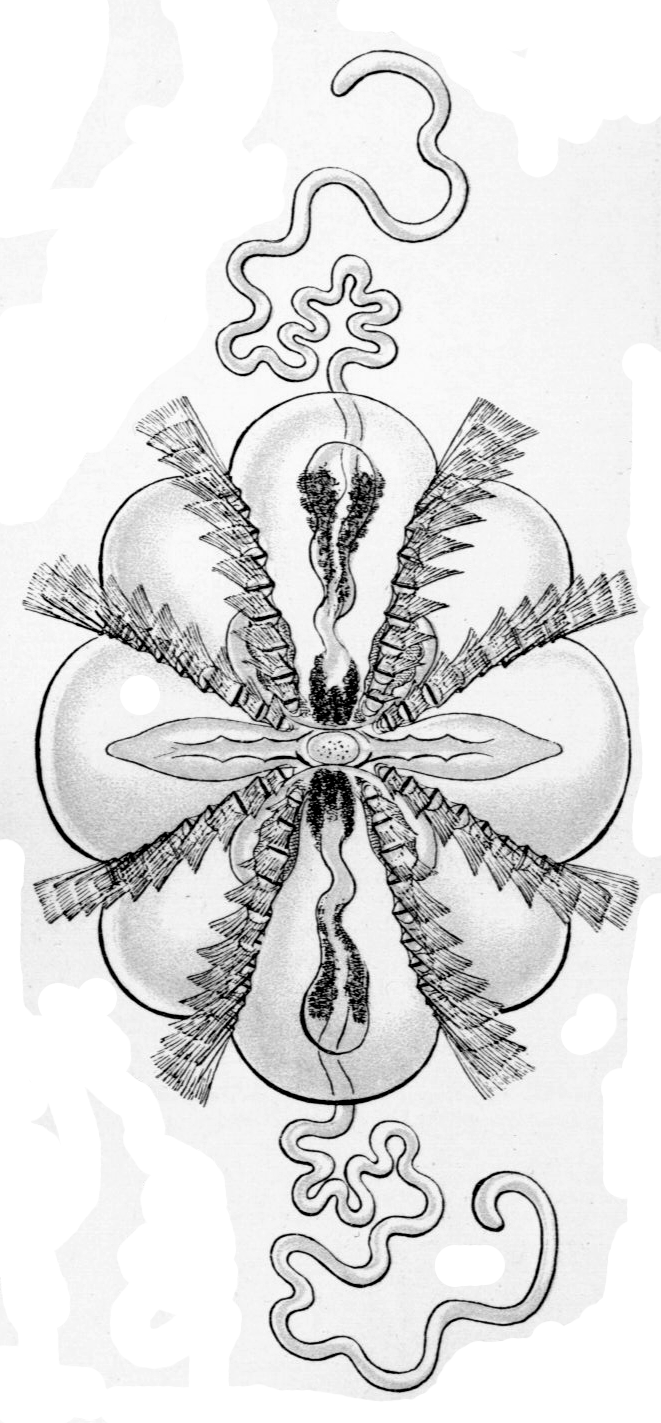